# 卡耶 (滨海阿尔卑斯省)
卡耶（法語：Caille，法語發音：[kaj] ⓘ）是法国滨海阿尔卑斯省的一个市镇，属于格拉斯区。

## 地理
卡耶（43°46'45"N, 6°43'52"E）面积16.96 平方千米，位于法国普罗旺斯-阿尔卑斯-蓝色海岸大区滨海阿尔卑斯省，该省份为法国东南部沿海省份，南濒地中海，西南至瓦尔省，西北接上普罗旺斯阿尔卑斯省，北部和东部与意大利接壤。
与卡耶接壤的市镇（或旧市镇、城区）包括：昂东、埃斯克拉尼奥勒、塞拉农、瓦尔德鲁尔。

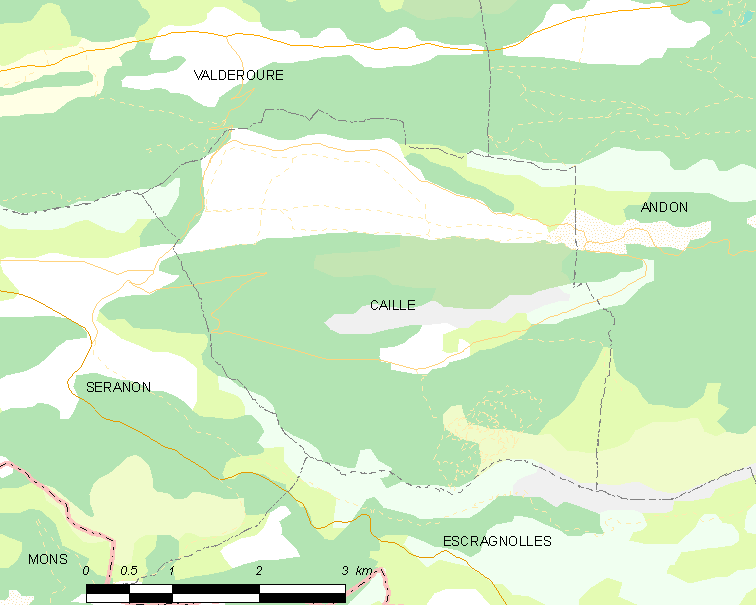
的OSM定位图

卡耶的时区为UTC+01:00、UTC+02:00（夏令时）。

## 行政
卡耶的邮政编码为06750，INSEE市镇编码为06028。

## 政治
卡耶所属的省级选区为格拉斯第一县。

## 人口

1962-2008年间人口变化图示

卡耶于2022年1月1日时的人口数量为423人。